# Mareanopil, Novoukraiinka
Mareanopil (în ucraineană Мар`янопіль) este localitatea de reședință a comunei Mareanopil din raionul Novoukraiinka, regiunea Kirovohrad, Ucraina.

## Demografie
Componența lingvistică a localității Mareanopil
     Ucraineană (89,91%)
     Română (5,26%)
     Rusă (4,39%)
     Alte limbi (0,44%)
Conform recensământului din 2001, majoritatea populației localității Mareanopil era vorbitoare de ucraineană (89,91%), existând în minoritate și vorbitori de română (5,26%) și rusă (4,39%).